# Zwerg-Welsumer
Das Zwerg-Welsumer ist eine Rasse des Haushuhns. Es wurde in Deutschland erzüchtet und hat sich hier zum populärsten Zwerghuhn mit der stärksten Verbreitung entwickelt.

## Geschichte
Welsumer Hühner entstanden in Holland (u. a. in Welsum) und wurden 1919 in Holland als Rasse anerkannt und dann auch nach Deutschland eingeführt.
Bereits um 1930 wurden in Deutschland Versuche unternommen, das große Welsumer-Huhn zu verzwergen. 1934 erfolgte eine erste Vorstellung von Tieren auf der Lipisia in Leipzig. Ab 1935 wurden die Zwerg-Welsumer dann planmäßig aus Tieren der Großrasse, goldfarbigen Zwerg-Italiener, Zwerg-Rhodeländern, rebhuhnfarbigen Zwerg-Wyandotten und goldhalsigen Deutschen Zwerghühnern erzüchtet.  An dem Projekt war eine ganze Reihe von Züchtern beteiligt, federführend aber waren wohl Max Ansorge (Wedel / Schleswig-Holstein), Paul Wagner (Altenburg / Thüringen) und Karl Meyer (Ratingen / Nordrhein-Westfalen). Erst nach dem Krieg, 1947, wurden sie als Rasse in der Bundesrepublik anerkannt, die Musterbeschreibung für den Farbenschlag "rost-rebhuhnfarbig" für den Rassestandard wurde 1957 verbindlich festgelegt. In der DDR erfolgte die Anerkennung 1948.
1969 folgte die Anerkennung der „orangefarbigen“ Zwerg-Welsumer, welche zunächst durch Zufall als Mutation in der Zucht von Albert Pesch (Reydth/Nordrhein-Westfalen) auftraten. Das Erscheinungsbild dieser Mutanten gefiel dem Züchter so gut, dass er die planmäßige Zucht aufnahm.
Bis 1998 widmeten Gerhard Beyer (Bennewitz / Sachsen) und Manfred Petzold (Falkenhain / Sachsen) der Erzüchtung der silberfarbigen Zwerg-Welsumer. Dieser Farbenschlag wurde durch gezielte Verpaarung rostrebhuhnfarbiger Hennen mit einem silberhalsigen Zwerg-Kraienköppe-Hahn erreicht.
Die Züchter Renè Budach (Cottbus / Brandenburg) und René Hammel (Kerkwitz / Brandenburg) stellten 2008 den jüngsten der vier Farbenschläge vor: Blau-Rostrebhuhnfarbig. An ersten Versuchen und der Erzüchtung seit Mitte der 90er-Jahre war außerdem Dietmar Hammel (Kerkwitz / Brandenburg) beteiligt. Erste Tiere wurden 2001 in Frankfurt aus- und vorgestellt. Grundlage dieser Farbvariante waren rostrebhuhnfarbige Zwerg-Welsumer und blaue Zwerg-Niederrheiner, nachdem Versuche mit blauen Zwerg-Italienern wenig erfolgreich verliefen. Die Anerkennung konnte 2008 abgeschlossen werden.

## Rassetypische Merkmale
Der Rassestandard fordert für den Hahn einen walzenförmig gestreckten Rumpf und eine waagerechte Körperhaltung. Hals, Rücken und Läufe sollen mittellang sein, die Brust breit und gut gerundet, der Sattel breit und voll befiedert. Die Flügel sollen gut entwickelt, aber fest anliegend sein. Der Schwanz soll gut entwickelt, aber mäßig lang sein und ziemlich hoch getragen werden. Gefordert wird außerdem, dass der tief ausgeschnittene Einfachkamm, die kurzen und gerundeten Kehllappen, die mittelgroßen und mandelförmigen Ohrlappen und das unbefiederte Gesicht lebhaft rot gefärbt sind, Läufe und Schnabel gelb, wobei letzterer auch hell-hornfarbig sein darf. Als Augenfarbe ist ein Orangerot vorgesehen. Die Brustzeichnung ist bei allen Farbenschlägen dreigeteilt: Jede Feder von der Oberbrust bis zum Bauchgefieder weist drei klar abgegrenzte Farbfelder auf: Am Federgrund grauschwarz bzw. blaugrau, im Mittelteil die jeweilige Hauptfarbe des Tieres und an der Spitze ein großes schwarzes oder blaues Farbfeld (nicht Tupfen).
Die Hennen wirken etwas kompakter, da ihr Schwanz deutlich angezogen ist. Trotzdem ist er geschlossen. Sie tragen einen mittelgroßen Stehkamm. Das Gefieder aller vier anerkannter Farbenschläge weist eine Pfefferung, also feine schwarze Pünktchen in den Federn des Mantel- und Flügelgefieders, auf.
Hähne sollen bis 1300 g wiegen, Hennen bis 1000 g. Dadurch, dass immer wieder Hennen der Großrasse eingekreuzt werden, sieht man aber immer wieder Tiere, die größer und schwerer sind. Bruteier sollen mindestens 47 g wiegen.

## Nutzeigenschaften

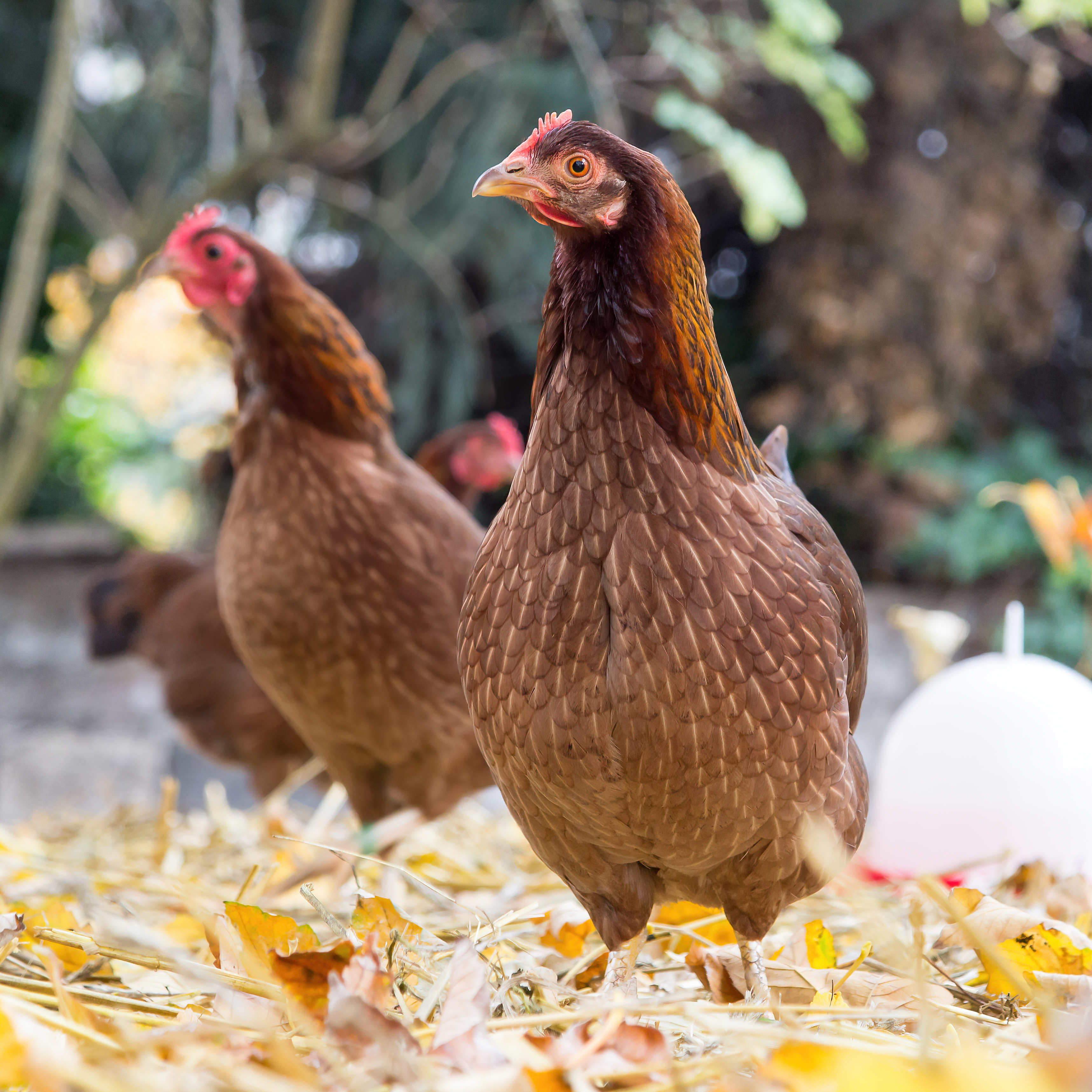
Henne des Zwerg-Welsumers

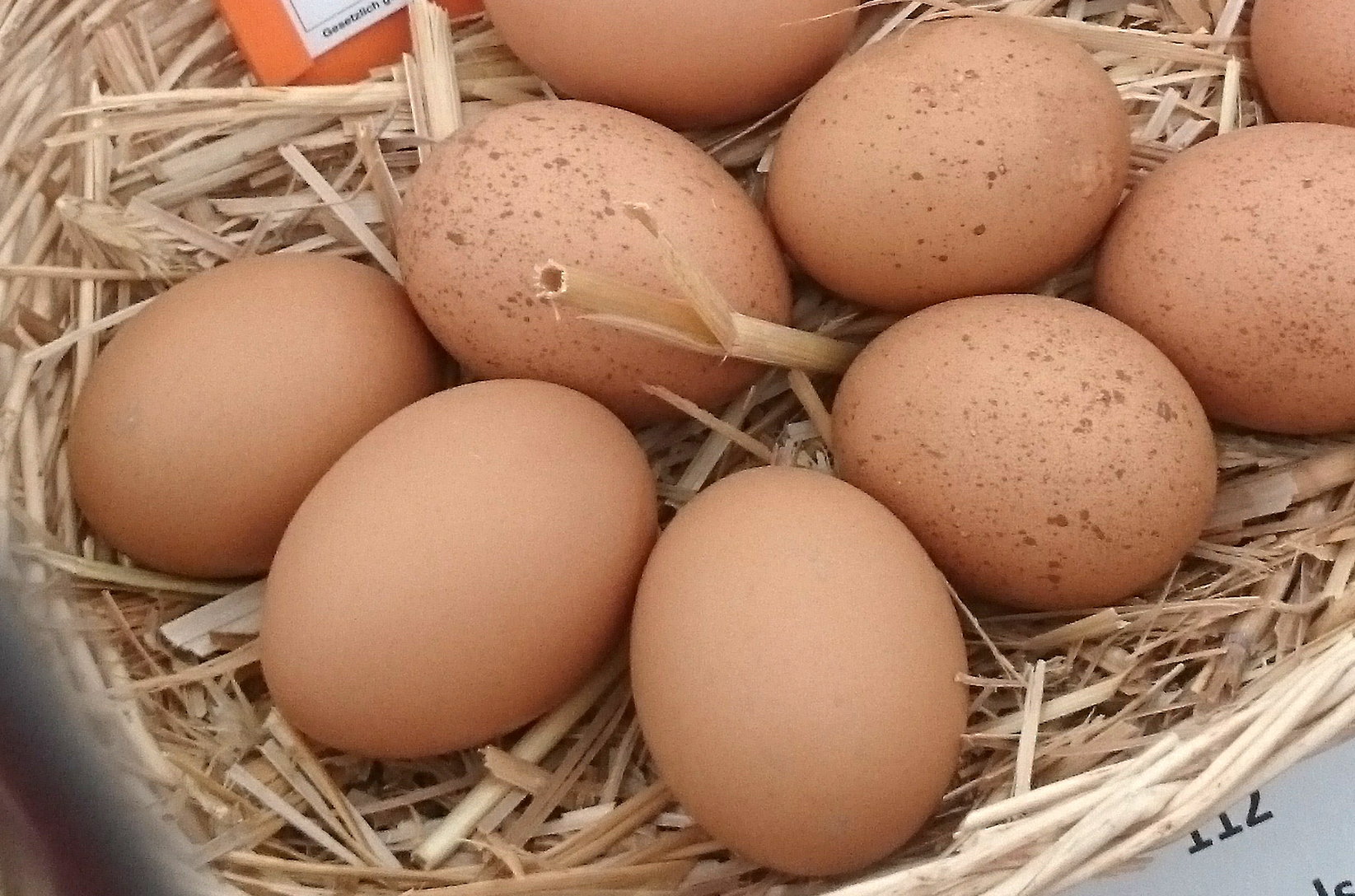
Zwerg-Welsumer-Eier

Die Wirtschaftlichkeit stand bei der Erzüchtung der Rasse im Vordergrund und sollte sich an der der Großrasse orientieren. Beachtlich ist die Legeleistung von mindestens 180 Eiern, die in der Regel deutlich schwerer sind als die minimal geforderten 47 g für die Bruteier.  Zwerg-Welsumer beginnen schon nach 5 Monaten mit dem Legen.

## Verbreitung
Laut einer Zuchttiererfassung des Bundes deutscher Rassegeflügelzüchter aus dem Jahr 2013 wurden Zwerg-Welsumer zum Erhebungszeitpunkt in über 1400 Zuchten gehalten. Insgesamt wurden über 15.000 Tiere erfasst. Davon waren 2307 Hähne und 11079 Hennen rost-rebhuhnfarbig. Die silberfarbigen Zwerg-Welsumer standen an Platz 2 (242,1085). Gefolgt von orangefarbigen (263,967) und blau-rostrebhuhnfarbigen (18,77). Bei der Zuchttiererfassung stehen sie damit an Platz 2 der Liste der verbreitetsten Zwerghühner. Bei den Zwerg-Wyandotten (Platz 1) wurden insgesamt rund 34.000 Tiere gemeldet. Die Autoren der Erfassung bemängeln allerdings die schlechte Meldemoral im Allgemeinen. Zudem ist aufgrund der hervorragenden Nutzeigenschaften davon auszugehen, dass sich etliche Tiere in Händen von Nicht-Züchtern befinden und daher in diese Statistik gar nicht eingehen.